# Walter Frenzel (Prähistoriker)
Walter Julius Frenzel (* 10. Januar 1892 in Bautzen; † 11. März 1941 in Salzenforst) war ein deutscher Prähistoriker, Lehrer und Museumsleiter.

## Leben
Walter Frenzel wurde als Sohn des Oberlehrers Julius Frenzel, der auf dem Gebiet der Heimatkunde und der Prähistorie tätig war, in Bautzen geboren und besuchte dort das Gymnasium sowie das Landständische Lehrerseminar. Von 1919 bis 1922 studierte er Zoologie und Botanik sowie Frühgeschichte, Geschichte (bei Rudolf Kötzschke), Volkskunde und Geologie an der Universität Leipzig, wo er von 1922 bis 1924 seine erste Lehrerstelle innehatte.
Danach kehrte er als Volksschullehrer in seine Geburtsstadt Bautzen zurück, war jedoch ab 1927 vom Schuldienst freigestellt, um seinen archäologischen Interessen im Sinne der systematischen Aufnahme und Registrierung der vorgeschichtlichen und frühmittelalterlichen Bodenfunde der Oberlausitz nachzugehen. Diese stellte er bewusst in Zusammenhang mit der „Bekämpfung der slavophilen Wendenbewegung“. So behauptete er etwa über die von ihm untersuchte Ostroer Schanze, „die Burgunden [hätten] in nachchristlicher Zeit […] hier mehrere Jahrhunderte lang gewohnt“ und meinte, Belege für „den niedrigen Stand der slawischen Kultur in der Oberlausitz“ erbracht zu haben. Die sächsische Staatskanzlei, die das Volksbildungsministerium angewiesen hatte, Frenzels Forschungen finanziell zu unterstützen, betrachtete diese als „Maßnahme zur Pflege des Deutschtums“ in der Oberlausitz.
Sein Studium hatte Frenzel mit einer Dissertation über Klima und Landschaftsbild der Oberlausitz in vorgeschichtlicher Zeit (Reichenau 1923) beendet. In Bautzen setzte er sich aktiv für den archäologischen Denkmalschutz ein. Von 1925 bis 1936 war er als Vorsitzender der Bautzener Gesellschaft für Vorgeschichte und Geschichte der Oberlausitz tonangebend im regionalgeschichtlichen Diskurs. Dabei vertrat er deutschnationale Positionen, insbesondere die angebliche Kontinuität der germanischen Besiedlung der Lausitz und die unterstellte Minderwertigkeit der sorbischen Kultur betreffend.
Frenzel trat zum 1. Mai 1933 der NSDAP bei (Mitgliedsnummer 1.909.344) und war – als Kreiskulturwart der Partei – in jenem Jahr der nationalsozialistischen Machtübernahme einer der Hauptinitiatoren der sogenannten „ersten“ Tausendjahrfeier der Stadt Bautzen, die sich (anders als die Tausendjahrfeier 2002) nicht auf die Ersterwähnung des Ortes selbst, sondern auf die vermutete Unterwerfung der sorbischen Milzener durch den fränkischen König Heinrich I. im Zuge der Slawenfeldzüge bezog.

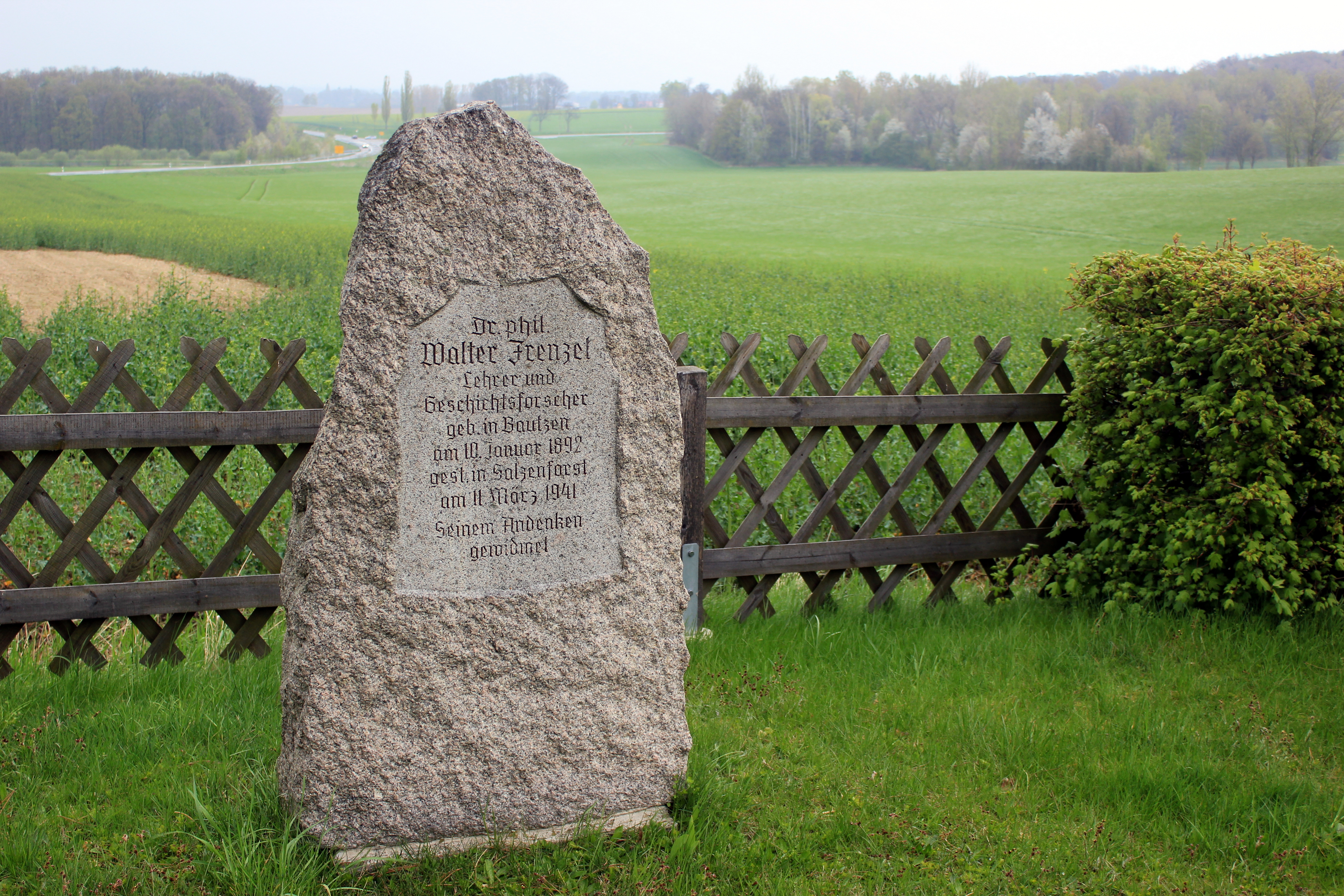
Grabdenkmal auf dem Friedhof in Salzenforst

Ab 1936 war er als Dozent für Frühgeschichte und Methodik der Geschichtslehre an der Hochschule für Lehrerbildung in Frankfurt (Oder) tätig. Außerdem hatte er einen Lehrauftrag an der Hochschule für Politik in Berlin. Im September 1939 nahm er als Offizier am deutschen Überfall auf Polen teil und führte dort auch Ausgrabungen durch, um eine germanische Besiedlung des eroberten Territoriums und damit einen „historischen Anspruch“ Deutschlands auf dieses nachzuweisen. Ab 1940 war Frenzel kommissarischer Leiter des Städtischen Museums für Völkerkunde im vom nationalsozialistischen Deutschland besetzten Łódź. Dort war er maßgeblich für die Organisation und Durchführung von Kunstraub verantwortlich. Auf seine Initiative hin und unter seiner Leitung wurde die (polnische) volkskundliche Sammlung fast vollständig zerstört und Teile der ethnographischen Sammlung an das Leipziger Museum für Völkerkunde verschickt, um sie zu verkaufen. Teile der Sammlung gelangten nach Köln, Göttingen und Hamburg. Nur ein Teil der Sammlung ist bisher restituiert worden.
Frenzel nahm sich nach seiner Versetzung aus Łódź im März 1941 das Leben und wurde auf dem Friedhof in Salzenforst bestattet.

## Schriften (Auswahl)
- Urgeschichtsfunde des Kreises Rothenburg nebst einer Einführung in die Urgeschichte der Oberlausitz. Bautzen 1926.
- Die Totenstadt von Burk bei Bautzen: Urgeschichte einer ostdeutschen Dorfmark. 1929.
- Vorgeschichte der Lausitzen. Land und Volk – insbesondere die Wenden. Langensalza 1932.
- Festschrift zur Jahrtausendfeier der Stadt Bautzen. Bautzen 1933.
- Polenfeldzug und Vorgeschichte. Grabungen und Feldbegehungen im Weichselbogen und bei Kalisch. In: Mannus. Bd. 32, 1940, S. 322–337.